# バンドやろうぜ!
『バンドやろうぜ!』は、DELiGHTWORKSが開発したスマートフォン向けリズムゲーム。

## 概要
アニプレックスとソニー・ミュージックエンタテインメントの共同企画として立ち上げ、2016年10月13日よりiOS・Androidにて配信された。
「青春」×「バンド」をテーマに、タイトルの通り楽曲は全てバンド調のもので固められている。
またゲームと並行しボーカル担当者により実際のライブも行われている。
公式で使われている略称は「バンやろ」。
2019年3月29日をもってアプリのサービスは終了となった。声優陣によるライブ・CDや他媒体での出版・他ゲームとのコラボなどは継続している。

## ゲーム内容
基本無料のアイテム課金制で、ストーリ―は最後まで無料で遊ぶことが出来る。
ゲームはメインとなるライブ(リズムゲームパート)と、バンド･キャラクター毎のストーリーからなる。
後記のキャラクターカードを使用しメンバーを最大4人のバンドを編成し、編成したメンバーでライブを成功させる事で対応するキャラクター及びバンドのランクが上昇、ランクに応じてストーリーが順次解禁される。
またストーリー進行やタイムリリースによりライブで選べる楽曲が増えていく。
各プレイヤーのステータスは以下の通り。
プレイヤーランク
プレイヤー自身のランク。ライブを成功させることで上昇していく。ランクが上がる事でライブを行うのに必要なスタミナポイントの上限が上がっていく。
バンドランク
各キャラクターの所属するバンドのランク。ライブを成功させる事で上昇していく。ランクが上がる事でメインシナリオが順次解禁されていく。また特定の楽曲をライブで選べるようになる。
キャラクターランク
各キャラクター自身のランク。ライブを成功させる事で上昇していく。ランクが上がる事でキャラシナリオが順次解禁されていく。
カードランク
各キャラクターカード一枚毎のランク。ライブを成功させる事で上昇していく。ランクが上がる事でカードシナリオが順次解禁されていく他、後記のブレイクを行う為にはカードランクを最大まで上げる必要がある。

### ライブ
本ゲームにおけるメインモードの一つ。現在選べる楽曲から1曲を選択し難易度を選択、リズムゲームを行う。この時、同時に事前に編成したバンドも選択する。
ライブを行う度にスタミナポイントを消費するが、スタミナポイントは時間経過で回復する他、アイテムによる即時回復も可能。
本ゲームにおけるリズムゲームはデュエルギグと呼ばれる対バン形式となっており、ライブ時は他プレイヤーの過去のプレイ結果を元にしたスコアが表示される。
ライブを行い、曲を完走させればライブ成功となり各ランクにスピリッツが入る。完走時に相手プレイヤーよりもスコアが上だった場合は獲得するスピリッツにボーナスが入る。
プレイ時にミスをするとライフが減少し、ライフが無くなるとライブ失敗となる。
またプレイ中は後記する選択したカード毎のスキルが発動する毎にカットインが表示され、 カードのレアリティが高い物では描き下ろされたアニメーションが見られるのも見所の一つ。

### カード
ライブ時には事前に入手したキャラクターカードを最大4枚まで使用したバンドを編成しプレイする。
キャラクターカードには対応するキャラクターの他、以下のステータスが存在する。
Lv.
キャラクターカード毎に設定されたレベル。最初はLv.1となっており、他のカードを使用して強化する事でレベルが上昇する。カードのレアリティにより上限レベルは異なる。ブレイクを行う為にはレベルを上限まで上げる必要がある。
属性
カードには必ずGROOVE･BEAT･MELODYのいずれかの属性が添付されている。 属性はキャラクター毎に固定されておらず、同じキャラクターでも違うカードになると属性も変化する場合がある。
ライフ
カード毎に設定されたライフ。ライブ中は編成したバンドのキャラクターカード全員のライフの合計値が適用される。
演奏力
カード毎に設定された演奏力で、GROOVE･BEAT･MELODYそれぞれの数値が存在する。ライブ中は楽曲に指定された属性のバンド全員の演奏力の合計値のみが適用され、この数値が高いほど1譜面に対するスコアが上昇する。カード属性と同じ属性の数値は高くなる傾向がある。カードのレベルアップにより上昇する。
スキル
カード毎に設定されたスキルで、リーダースキルとメインスキルの二つが存在する。リーダースキルはライブ中常に発動するスキルで、バンド編成でリーダーに指定した1キャラのみ使う事が出来る。メインスキルはライブ中特定条件を満たした上で、更に一定確率で発動する。メインスキルはカード強化で最大10レベルまで上げる事が出来る。
カードシナリオ
カード1枚毎に用意されたシナリオで、カードランクを上げる事で読む事が出来る。カードのレアリティによっては連続したシナリオになる事もある。ブレイクを行う為には用意されたシナリオを全て読破する必要がある。
キャラクターカードのレベルはライブ成功では上昇せず、他のカードを素材とし消費したカード強化でのみ上昇する。
カード強化では通常Lv.と演奏力のみが上昇するが、低確率でメインスキルのレベルも上昇することがある。
またダブった同一のカードで強化を行った場合は、必ずメインスキルのレベルが上昇する他、カード自体の最大Lv.を無視して演奏力が上昇する限界突破が発生する。限界突破は1カードにつき4回まで可能。
更にカードのLv.、カードランク、カードシナリオを最大まで上げると、カードのLv.上限をある程度開放するブレイクを行うことが出来る。 ブレイクするとカードの絵柄も変化する。

### ストーリー
本ゲームにおけるメインモードの一つ。
ライブで上がったバンドランク、キャラクターランク、カードランク毎に解禁されたシナリオを読むことが出来る。
初めて読んだシナリオを読破した後にはキャラクターカードを手に入れるためのメダルを獲得する事が出来る。

## 登場人物
本ゲームは主に4つのバンドのストーリーが並行して進むオムニバス形式となっている。以下にそれぞれのバンドのキャラクターを記載する。

### BLAST（ブレイスト）
緋ノ山第一高校に通う学生で結成された4人組の高校生バンド。
宗介、翼、徹平の3人でバンドを組んでいたがボーカルメンバーが安定せず、ゲーム冒頭のライブイベント「ビギニングR」を目前にした所に大和がボーカルとして参加する。
アグレッシブで熱い曲調が特徴。
東雲 大和（しののめ やまと）
声 - 生田鷹司
ボーカル担当、使用機材はSHURE SM58。怪我で高校野球のピッチャーを断念し、その後入った応援団でも居場所を失った所を宗介からバンドに勧誘され、BLASTの17人目のボーカルとして加入する。大声量による歌唱が可能で、BLASTでバンドの「天下一」を取る事を夢見ている。
好きなバンドはデスティラール。前向きな性格で、明るく、どんなときでもへこたれない。現役選手を辞めた今も野球が好き。170cm。
巻 宗介（まき そうすけ）
声 - 増田俊樹
ギター担当、使用機材はFender USA(select fender usa stratocaster)。音楽以外に興味がない生粋の音楽好きで、高校生とは思えないギターテクニックを持っている。しかしその性分とぶっきらぼうな性格が災いし、過去16人のBLASTのボーカルをクビにしてしまっている。
好きなバンドはPENGUIN RESEARCH、ONE OK ROCK、THEE MICHELLE GUN ELEPHANT。人付き合いが苦手で毒舌家。思ったこと以上をに口にしてしまうが、本人に悪気はない。177cm。
佐伯 翼（さえき つばさ）
声 - 山下大輝
ベース担当、使用機材はFender USA(american standard precision bass)。何をやらせても何とかこなしてしまう天才肌で、ベースも最初からそこそこ演奏できた。BLASTのまとめ役で気の難しい宗介のフォローを行う事も多い。
好きなバンドはUVERworld、ASIAN KUNG-FU GENERATION、ELLEGARDEN、GREEN DAY、BEAT CRUSADERS。人当たりが良く、器用さが売り。バンド内の潤滑油のような存在だが、たまに自身の妄想が暴走する事も。173cm。
白雪 徹平（しらゆき てっぺい）
声 - 石谷春貴
ドラム担当、使用機材はPearl(VISION VML)。大柄かつ強面な容姿で、いつも周囲を怖がらせてしまうが本人は至って常識人で宗介が認める程のドラム実力者。BLASTの中では唯一の高校一年で、他三人の言動に対してのツッコミ訳に回る事が多い。
好きなバンドはツェッペリン、エアロスミス、MR. BIG、LOUDNESS。竹を割ったようなハッキリした性格で、筋肉質の体躯を持つ。実は小動物が苦手。181cm。

### OSIRIS（オシリス）
レイと進により結成され、後に京と真琴が加入した4人組のインディーズバンド。メインの4バンドの中で唯一、全員が成人に達している。
一時期はメジャーデビュー直前まで行ったが、とある理由により一度頓挫している。
クールで叙情的な楽曲が特徴。
高良 京（たから きょう）
声 - 小林正典
ボーカル担当、使用機材はAUDIX OM5。喋る事が苦手で普段は無口であり、楽器店での店員バイトでも上手く接客できない程。ゲーム中では彼の心の中での台詞が多い。
好きなバンドはBOØWY、SIAM SHADE、MOON CHILD。読書が好き。感情を表に出すことは滅多にないため、冷たい性格だと思われがちだが、うちに秘めた音楽への想いは熱い。
レイ セファート
声 - 花江夏樹
ギター担当、使用機材はP.R.S Custom24。明るい性格でOSIRISのムードメーカー。イギリス人の両親を持つが日本生まれの日本育ち。メンバーの中でメジャーデビューに強く拘っており、京にきつい課題を課したり真琴と衝突する事もある。
好きなバンドはLUNA SEA、DIR EN GREY、Linkin Park。見た目は白人美形の金髪碧眼だが、英語は殆ど喋れない。
来栖 真琴（くるす まこと）
声 - 内田雄馬
ベース担当、使用機材はESP（FOREST-STD）。現役医大生でバンド活動を学生時代までの趣味と割り切っており、メジャーデビューを望むレイと衝突する事も。
好きなバンドはU2、OASIS、Yes、SANTANA、EUROPE。非常に落ち着いた性格の現実主義者。
小金井 進（こがねい しん）
声 - 梅原裕一郎
ドラム担当、使用機材はTAMA（STAR CLASSIC MAPLE）。普段は実家の魚屋の手伝いをしており、築地で魚をさばいている。Cure2Tronのミントが魚屋のバイトをしている日もある。自身も色んな物事を魚に例える程の魚好き。非常に面倒見がよく、バンドを結成したのもレイがバンド結成を渇望した事に対しての手助けなのが発端。
好きなバンドはBUCK-TICK、D'ERLANGER、ZI:KILL、GUNS'N ROSES。OSIRISのまとめ役で気さくな性格。メンバーの中では最年長で、一番の常識人。

### Fairy April（フェアリーエイプリル）
葵陽、吉宗、美郷ともう一人のメンバーにより結成され、その後最後の一人が抜けた後で一真が加入した4人組のバンド。通称「フェアエプ」。
初期メンバーが全員4月生まれだった事からこのバンド名になった。大手総合プロダクション「ビー･トラップ」に所属している。
個性溢れる楽曲と共に、その高いライブパフォーマンス力が特徴。決め台詞は4人全員で「Fairy…GO！」。
マスコットキャラクターとして、「アリエス」というひつじのぬいぐるみが登場する。 
鳳 葵陽（おおとり あさひ）
声 - 蒼井翔太
ボーカル担当、使用機材はSENNHEISER e945。おっとりした性格で押しに弱い性分。フェアエプのリーダーではあるにもかかわらず主体性がないと言われるが、いざという時は皆を諭し引っ張っていく潔さも持つ。
好きなバンドはアンティック-珈琲店-、NICO Touches the Walls、flumpool、REBECCA。観客に夢を見せることを第一に考えており、いつでも笑顔で楽しく歌っている。
七瀬 一真（ななせ かずま）
声 - 石川界人
ギター担当、使用機材はFender USA（American Standard Telecaster）。後から加入したが、フェアエプの年長者である為、所属する事務所との交渉を葵陽に代わり請け負う事も。パフォーマンス重視のバンドの方向性に難色を示しており、本来の音楽でファンを楽しませようと躍起になっている。
好きなバンドはJamiroquai、黒夢、SuG、LM.C、Alice Nine、PIERROT。クールな性格で、自分が一番でないと気がすまない傾向がある。
徳田 吉宗（とくだ よしむね）
声 - 山本匠馬
ベース担当、使用機材はミュージックマン（sting Ray 4 Natural）。マイペースでどこか掴み所のない性格。早とちりでトラブルを起こすことも多いが、能天気なフェアエプのムードメーカー。
好きなバンドはTHE YELLOW MONKEY、ゴールデンボンバー、Dragon Ash、FANATIC◇CRISIS。カップ焼きそばが好きで、練習を遅刻してまで安売りに買いに出てしまう事も。
藤堂 美郷（とうどう みさと）
声 - 小林裕介
ドラム担当、使用機材はYAMAHA（SBP2F5）。いつも笑顔のフェアエプのマスコット的存在。筋肉が付きにくい事に悩んでおり、日々筋トレに励んでいる。
好きなバンドはAqua Timez、SOPHIA、MONGOL800、THE BLUE HEARTS、JUN SKY WALKER(S)。子供モデルとして小さな頃から芸能活動をしていた。

### Cure2Tron（キュアキュアトロン）
シェリーとミントにより結成され、その後ユキホ及びマイリーが加入した4人組のバンド。略称は「キュアトロ」。
一見ガールズバンドに見えるが、実はメンバー全員が男の娘という異色バンド。
カラフルポップでキュートな曲が特徴。決め台詞は「魅せるよ、キュアキュアトロン！ とろけるような甘いライブを！」
マイリー
声 - 黒沢ともよ
ボーカル担当、使用機材はSHURE 55 SH。本名は望（のぞみ）。歌うのが好きだが女のような容姿と高めの声質にコンプレックスを持っている。声質のせいでクラスメイトと一緒にカラオケに行っても趣味じゃない可愛い曲を勝手に入れられてしまうのに辟易し、ヒトカラしていた所でシェリーに勧誘されバンドに加入する。
バンドの方向性により女装させられているが本人は抵抗がある。好きなバンドはL'Arc〜en〜Ciel、GLAY、B'z、BUMP OF CHICKEN、Mr.Children。
ミニ丈のフレアスカートに白いブーツのアイドル歌手風の姿が多い。 ツインテールのエクステを外し男の格好をしても、目が大きい女顔と高い声で女っぽい印象を与える。
シェリー
声 - 田野アサミ
ギター担当、使用機材はEpiphone（DOT）。バンドのリーダーで可愛い物も音楽も本気でやりたいと日々精進する努力家。マイリーの加入まではボーカルも兼任していた。
デスティラールのディズィーの大ファンで、いつか彼と共にライブをするのが夢。好きなバンドはデスティラール、JUDY AND MARY、Avril Lavigne、BONNIE PINK、チャットモンチー。
お洒落や美容に敏感、女性的で可愛らしい生活が好きなお姉さま。一人称は「私」「あたし」。光沢のあるエナメル素材で紫のミニスカートとブルゾンなど、ステージ衣装はセクシーでかなり過激。ただし胸が全く無い。
男女問わずデート前には、服やメイクや美容院などで相手を数時間も待たせる。男装でも長い髪で、ミニの短パンやロングブーツを履いて太ももを露出させたり、キャップを被ると「男装の麗人」のようにも見える。
ユキホ
声 - 湯浅かえで
ベース担当、使用機材はGLIGA（GEMSⅡVN CB）。大和撫子を体現したようなおっとりした性格。ライブシーンでは珍しいウッドベースでの演奏を担当。女装は両親公認であり、実家が呉服店を営む事からライブでも着物姿で登場する（着物は店の宣伝も兼ねている）。
好きなバンドはMALICE MIZER、the GazettE、シド、MUCC、ViViD、NIGHT MARE。
お淑やかで誰にでも「さん」付けする敬語口調のお嬢様。洋装の時はミニスカートも履き、変装・コスプレが得意で、網タイツにエナメルブーツで女王様の格好をした事もある。アイアン・メイデン風の楽器ケースを作ったり、格闘ゲームが好きという変わった一面も。
男物の着物を着た時は、長い黒髪は纏めて束ね後ろに垂らしており、時代劇などで姫が男装した女剣士を連想させる。
ミント
声 - 村川梨衣
ドラム担当、使用機材はSONOR FORCE 3007。とても明るい性格でいたずら好き。現役陸上部員でもあり、体力には自信があるとは本人の弁。非常に食いしん坊かつ大食いで、食べ物の事になると見境が無くなってしまう。
好きなバンドはSilent Siren、GO!GO!7188、rumania montevideo、SCANDAL、Hi-STANDARD、GARNET CROW。
猫と魚が好き。OSIRIS進の実家の魚屋などバイト先でも、当然のように女性用の服や長靴を着用する。可愛さに絶対的自信を持つ性格。正月の神社参拝には振袖も着る。
水色ロングヘアのウィッグにリボンを付けてノースリーブの衣装が多い。男の時は栗色の髪に水色メッシュを入れ、陸上競技では普通の可愛い男の子の姿に変わる。

### その他のバンド

#### DESTIRARE（デスティラール）
作中におけるカリスマバンドで、世界的な人気を誇るバンド。
ディズィ
声 - ???
ボーカル。「四響」の一人でもある。
セイジ
声 - 森久保祥太郎
ギター。
マサキ
声 - 小西克幸
ベース。
シュウ
声 - 小野大輔
ドラム。

#### 四響
卓越した才能を持つソロアーティストたち。DESTIRAREのディズィのほかに以下の三人がいる。
断罪のラファエル
声 - 浪川大輔
ソロギタリスト。
追放者アダム
声 - 柿原徹也
ソロベーシスト。
煉獄のダンテ
声 - 谷山紀章
ソロドラマー。

#### CrystalCross（クリスタルクロス）
Fairy Aprilが契約している音楽事務所『ビートラップ』に最近所属した双子ボーカルユニット。
結（声 - 代永翼）と、晶（声 - 村瀬歩）の二人の息の合ったボーカルでメジャーデビュー直前の段階にまでのし上がっている。

#### Freezing（フリージング）
作中冒頭の音楽イベント「ビギニングR」で優勝したバンド。
ボーカルのシュウジ（声 - 高橋伸也 / 歌唱 - Lotus Juice）、ギターのアツシ（声 - 藤巻大悟）、キーボードのリュウセイ（声 - 村田太志）、ドラムのナインシックス（声 - 長南翔太）で構成される。

#### XENON（ゼノン）
海外では抜群の人気を誇るバンド。ギリシャ語で「交わらない」。
メンバーはボーカルのヴィクター、ギターのコウキ、ベースのシュイン、ドラムのグラハム。

#### Judas Kiss（ジューダス・キス）
ボーカルの眞冬、ギターの春翔から成る二人組ユニット。

#### アトモスサーカス
インディーズバンド。ルーザー、フェイス、シザーリオから構成され、アトムスファミリーと呼ばれるダンサー＆コーラス担当を従えている。

#### マキャル
エイミー、カクシー、スケシーのトリオ。

#### EISENROSES（アイゼンローゼズ）
OSIRISの前に立ちはだかるライバルバンド。ガイア、ヴォルフ、アレクセイ、ジャイブ、シュガーの5人。

### ライブハウス「エデン」スタッフ
メンバーがデュエルギグを行う「ライブハウス エデン」の関係者。
マスター
声 - 宝亀克寿
ライブハウス･エデンのマスター。金銭的にがめつくバンドメンバーに嫌味を言う事も多いが、バンドメンバーの悩みに対して解決の御膳立てをしてくれる事もあったりとバンドメンバーをサポートしてくれる事も。
ミコ
声 - 諸星すみれ
ライブハウス･エデンの関係者。普段は無口で身勝手な行動を取る事も多いが、キャラシナリオでは一転して別人のような型破りな性格で登場する。

### その他
ファンやメンバーの家族、バンドの関係者など。
北沢優奈
声 - 藤田茜
緋ノ山第一高校に通う女子高生。
BLASTのマネージャーを買って出た女の子。大和の幼馴染で、何かと面倒を見ようとするも見当違いの言動をする事もしばしば。
保野岬
声 - 長妻樹里
京がバイトする楽器店の先輩店員。まともな接客が出来ない京に対していつも注意するが、いつもと違う様子になった京を心配する事も。
両角冴枝
声 - 大浦冬華
「ビー･トラップ」を干されたFairy Aprilの前に現れた音楽事務所「スクエアキュービック」のマネージャー。所々抜けた所もあるが、バンドがより良く売れるために提案したりとバンドを大切に思っている。
アヤ
声 - 鬼頭明里
マイリーの妹。普段はマイリーと殆ど口もきかないが、ふとした事からCure2Tronのライブに見に来る事に。

## 書籍
公式メモリアルブックが2020年1月24日（金）にホビージャパンから販売。
- 「バンドやろうぜ！ 公式メモリアルブック ～エデンとかの思い出～」
  - 総勢70名以上のキャラクターを収録した濃密な相関図つき。

## ドラマCD
ゲーム「バンドやろうぜ！」のメインストーリーに収録されていたフルボイスを使用したドラマCD。全4巻の予定。
- 「バンドやろうぜ! 」Original Story

1. Vol.1 ACTORS - Drama Edition  - 「-BLAST DISC Vol.1-」「-OSIRIS DISC Vol.1-」 2019年8月28日発売。
2. Vol.2 - 2019年10月30日発売予定[6]。

## ライブ舞台
- 2019年12月8日(日)に豊洲PITにて「バンドやろうぜ！Christmas Duel Carnival」開催[7]。
  - サイトではユニット名が漢字で書かれた「盤怒夜狼是！」の幕前に、4バンドが特殊コスプレ（長ランの硬派や暴走族から、近年のカラーギャング風まで）で集合絵が描かれた。 Cure2Tronの4人はレディースやスケバンの恰好をしている。
- 2023年3月23日(木)、24日(金)に豊洲PITにて「バンドやろうぜ！ドリームマッチ デュエル・ギグ 2023 RAVEN／ADVENT」が開催[8]。
  - アンコールで「断罪のラファエル（声 - 浪川大輔、演奏 - DAITA）」がサプライズで登場し、ボイスドラマ出演と「Lucifer D」をギター演奏した。
- 2024年1月5日(金)、バンドプロジェクト『from ARGONAVIS』主催のライブ「from ARGONAVIS × バンドやろうぜ！ SPECIAL LIVE - CROSSOVER -」にOSIRISが参加[9]。
- 2024年8月23日(金)、東京・渋谷のSpotify O-EAST（オーイースト）にて、「バンドやろうぜ！ Dream Match Cover GIG 2024 Ragna-Rock」がが開催された[10]。
  - サイトではユニットごとの夏の休日の様子が描かれたシーンが公開された。

### 過去のライブ公演
東名阪を中心に毎年、数回ライブが開催された。下記は直近（前回）のもの。
- 「RE:SHUN-EN ～また春に会いましょう～」2018年11月26日　東京・Zepp DiverCity／27日大阪・Zepp Namba

## ライブCD

### アルバム
- 1st album「デュエル・ギグ！vol.1」2017.3.1
- 2nd album「デュエル・ギグ！vol.2」2017.10.25
- 3rd album「デュエル・ギグ！vol.3」2018.11.21
- 「DUEL GIG EXTRA」 - 各バンドのボーカル以外によるソロ曲も収録。2018.11.21

### Cure2Tron 選曲
- 1st album「デュエル・ギグ！vol.1 -Cure²tron EDITION-」2017.3.1
- 2nd album「デュエル・ギグ！vol.2 -Cure²tron EDITION-」2017.10.25
- 3rd album「デュエル・ギグ！vol.3 -Cure²tron EDITION-」2018.11.21

### シングル
- 「Voice」/OSIRIS DUEL GIG EXTRA」 - ボイスドラマと「Voice –Instrumental-」も併録。2016.9.14
- 「メガメガトロン」/Cure²tron - プロローグボイスドラマ "運命の出会い" と「メガメガトロン–Instrumental-」も併録。2016.9.21

### 配信限定
- 「ショコラモード」/Cure²tron - 期間限定イベント「～Give Me Cacao GIGS～CRAZY for YOU 王の帰還」の限定楽曲。

## ライブDVD／Blu-ray
- バンドやろうぜ! COMPLETE DUEL GIGS BOX1st Anniversary DUEL GIG - 「1st Anniversary DUEL GIG」「ドリームマッチ デュエル・ギグ 春∞宴[炎]」「OSIRIS THE LAST GIGS-Finale-」

1. 2019年3月20日発売。

- バンドやろうぜ！Christmas Duel Carnival Blu-ray/DVD

1. 2022年12月21日(水)発売[11]。

## コラボレーション
- 『REALIVE！～帝都神楽舞隊～』 - 2020年5月30日から6月9日までGMOライブゲームスの戦士育成ゲーム『REALIVE！』アプリ内にて『OSIRIS fromバンドやろうぜ！』とコラボが実施された[12]。